# Єрген Аугустссон
Єрген Аугустссон (швед. Jörgen Augustsson, нар. 28 жовтня 1952, Мала) — шведський футболіст, що грав на позиції захисника. По завершенні ігрової кар'єри — тренер.
Виступав, зокрема, за клуби «Отвідабергс ФФ» та «Ландскруна БоІС», а також національну збірну Швеції, у складі якої був учасником чемпіонату світу 1974 року.

## Клубна кар'єра
У дорослому футболі дебютував 1972 року виступами за команду «Отвідабергс ФФ», в якій провів чотири сезони і став дворазовим чемпіоном Швеції.
1976 року Аугустссон перейшов у «Ландскруну БоІС» і відіграв за команду з Ландскруни наступні п'ять сезонів своєї ігрової кар'єри, після чого 1981 року повернувся в «Отвідабергс» і захищав його кольори до припинення виступів на професійному рівні у 1986 році.

## Виступи за збірну
Не зігравши жодного матчу у складі національної збірної Швеції, він поїхав з командою на чемпіонат світу 1974 року у ФРН. Там 26 червня у грі проти Польщі (0:1) він провів свою дебютну гру за головну команду країни. На цьому турнірі він також зіграв у матчах із Західною Німеччиною (2:4) та Югославією (2:1), а Швеція завершила виступи у другому груповому етапі.
Загалом протягом кар'єри у національній команді, яка тривала 4 роки, провів у її формі 18 матчів .

## Кар'єра тренера
Розпочав тренерську кар'єру 1990 року, очоливши тренерський штаб клубу «Норрчепінг».
Протягом 1996 року також очолював команду «Єнчопінг Седра», а останнім місцем тренерської роботи був клуб «Отвідабергс ФФ», головним тренером команди якого Єрген Аугустссон був протягом 2000 року.

## Титули і досягнення
- Чемпіон Швеції (2):

«Отвідабергс ФФ»: 1972, 1973

## Особисте життя
Його брат Бо Аугустссон також був футболістом і виступав за «Отвідабергс ФФ».